# Олевін (Лодзинське воєводство)
Олевін (пол. Olewin) — село в Польщі, у гміні Велюнь Велюнського повіту Лодзинського воєводства.
Населення — 429 осіб (2011).
У 1975-1998 роках село належало до Серадзького воєводства.
Вихідцями з Olewin є родина Олєвінскіх гербу Ostoja. Серед них хорунжий Грюнвальдської битви Добєслав Олєвінскі. 
В Україні родина Олєвінскіх має родинне гніздо в Хмільницькому районі Вінницької області. Частина родини завдяки помилкам радянських РАГСів носить прізвища Олевінський, Олівінський, Ольвінський. 
Серед них Олександр Вікторович Олівінський "Поляк", 1977 року народження, уродженець міста Вінниця, доброволець 2014-го і 2022-го років. Учасник АТО і повномасштабної війни. Старший оператор ПТРК Стугна. Нагороджений двома нагородами за поданням голови Проводу УНА-УНСО сотника Устима (Валерія Бобровича), президентською нагородою, а також орденом Архистратига Михайла ІІ ступеню митрополитом Єпіфанієм за розбудову Православної Церкви України (ПЦУ). 

## Демографія
Демографічна структура станом на 31 березня 2011 року:
|          | Загалом | Допрацездатний вік | Працездатний вік | Постпрацездатний вік |
| -------- | ------- | ------------------ | ---------------- | -------------------- |
| Чоловіки | 218     | 39                 | 157              | 22                   |
| Жінки    | 211     | 44                 | 115              | 52                   |
| Разом    | 429     | 83                 | 272              | 74                   |